# Ririn Amelia
Ririn Amelia (* 24. Dezember 1993 in Padang) ist eine indonesische Badmintonspielerin. 

## Karriere
Ririn Amelia belegte bei der Junioren-Badmintonasienmeisterschaft 2011 Rang eins im Mixed gemeinsam mit Lukhi Apri Nugroho. Bei den Malaysia International 2012 wurde sie Zweite im Damendoppel mit Melvira Oklamona, bei den Maldives International 2013 Dritte im Doppel mit Anggia Shitta Awanda. Des Weiteren stand sie im Hauptfeld der Indonesia Super Series 2012 und der Indonesia Super Series 2013.